# Estádio Dr. Acrísio Paes Cruz
Estádio Dr. Acrísio Paes Cruz – stadion piłkarski w Botucatu, São Paulo (stan), Brazylia, na którym swoje mecze rozgrywa Associação Atlética Ferroviária.